# Istocheta subcinerea
Istocheta subcinerea là một loài ruồi trong họ Tachinidae.